# Batalion ON „Stanisławów”

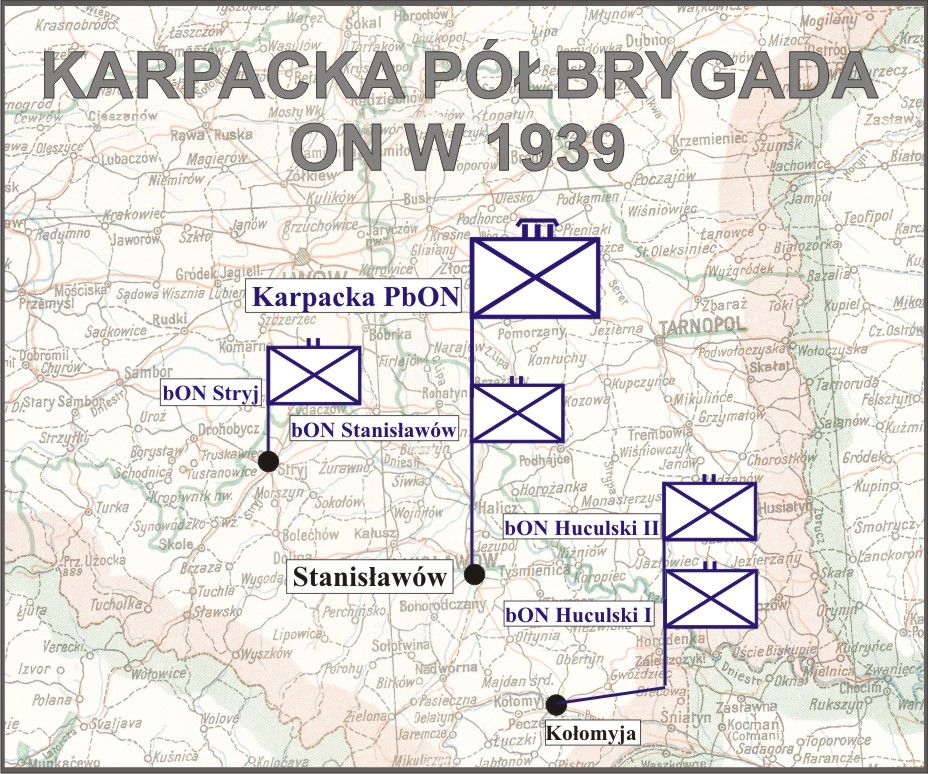
Karpacka Półbrygada ON

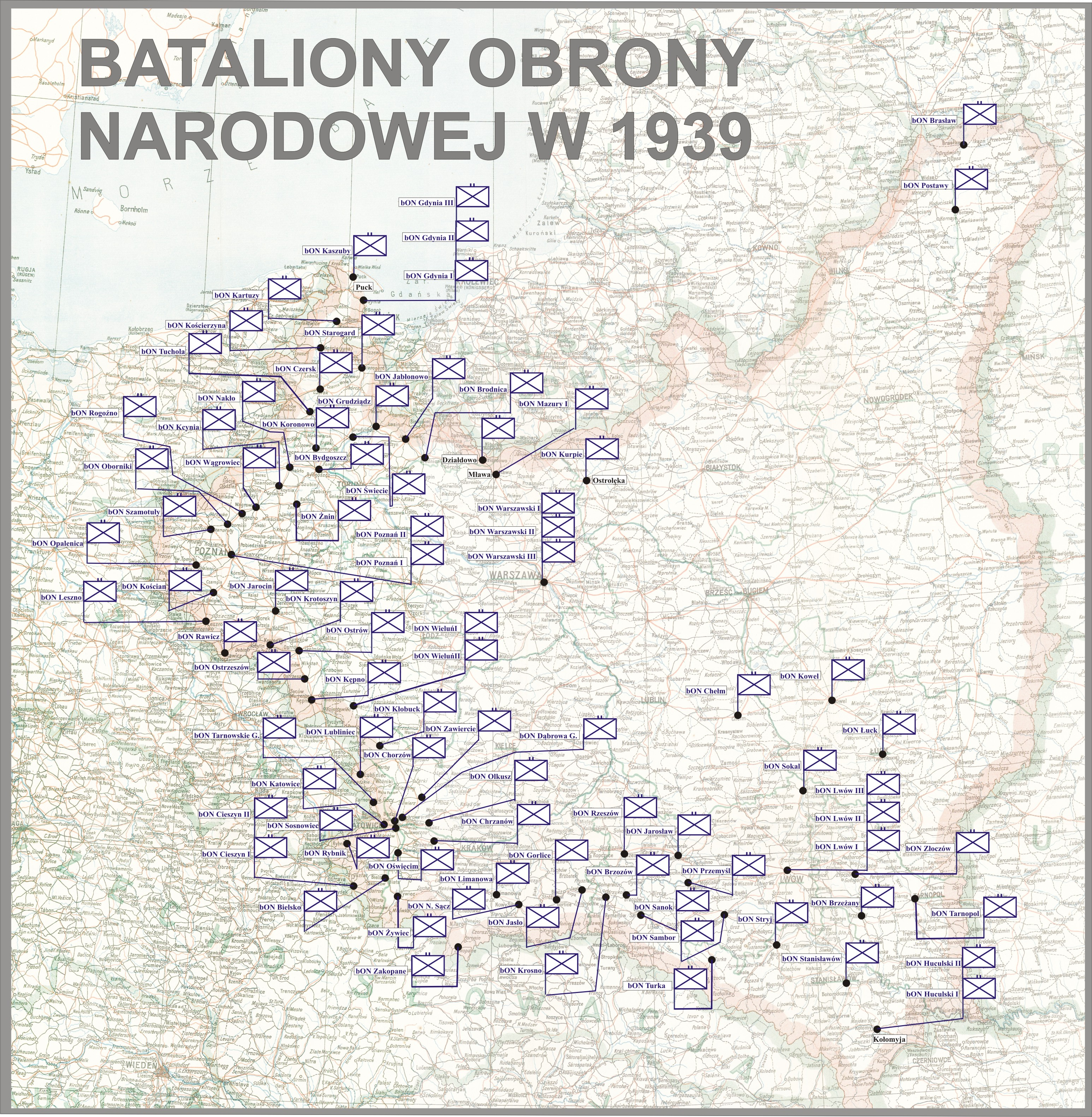
Obrona Narodowa w 1939

Stanisławowski Batalion Obrony Narodowej (batalion ON „Stanisławów”) – pododdział piechoty Wojska Polskiego II RP.
Kampanię wrześniową rozpoczął w składzie Odcinka „Węgry” (Armia „Karpaty”).

## Formowanie i zmiany organizacyjne
Batalion sformowany został w 1937 roku, w Stanisławowie, w składzie Karpackiej Półbrygady ON. Wiosną 1939 roku przeformowany został na etat batalionu ON typ I.
Jednostką administracyjną i mobilizującą dla Stanisławowskiego batalionu ON był 48 pułk piechoty Strzelców Kresowych w Stanisławowie.
Na podstawie pisma Oddziału I Sztabu Głównego L.333/Tj.38 z kwietnia 1938 Biuro Administracji Armii poleciło Departamentowi Uzbrojenia MSWoj. przydzielenie Stanisławowskiemu batalionowi ON 375 sztuk karabinów Berthier z 11250 szt. amunicji do nich, 15 sztuk karabinków wz.1891/98/25, 9 sztuk lkm Bergmann wz.1915 i 4500 sztuk amunicji. Miały go otrzymać pierwsze drużyny każdego plutonu i każdej kompanii. Podczas drugiego przydziału tej broni dla formacji Obrony Narodowej w lipcu-sierpniu 1939 batalion otrzymał następne 135 sztuk karabinów Berthier wraz z 4050 szt. amunicji do nich, 12 sztuk lkm Bergmann wz.1915 wraz z 6000 sztuk amunicji do nich. Do końca nie jest pewne ile batalion otrzymał lkm, ile zdał do napraw lub ze względu na zużycie, przed rozpoczęciem działań wojennych.

## Stanisławowski batalion ON w kampanii wrześniowej
Batalion walczył początkowo na Odcinku „Węgry” w Armii „Karpaty”. 11 września  osłaniał granicę polsko-węgierską w rejonie Sławska. 14 września wszedł w skład 3 pułku ON i ześrodkował się w rejonie Niniów Dolny – Lisowice. 1 kompania pozostała na granicy węgierskiej w rejonie Sławska. Pozostawiona kompania dołączyła dopiero 19 września w Wyszkowie. 20 września żołnierze batalionu przekroczyli granicę polsko-węgierską na Przełęczy Wyszkowskiej .

## Obsada personalna
Dowódcy batalionu
- mjr Władysław Welz (do 14 IX 1939 → dowódca pododcinka „Stryj”)[4]
- kpt. Leon Wilczewski (wcześniej dowódca 2 kompanii ON "Tłumacz”)[5]

## Organizacja i obsada personalna
Obsada personalna batalionu w marcu 1939 roku :
- dowódca batalionu – mjr Welz Władysław Romuald (*)[b]
- dowódca 1 kompanii ON „Stanisławów” – kpt. Grabałowski Edward Jerzy (*)[b]
- dowódca 2 kompanii ON „Kałusz” – kpt. adm. (piech.) Wilczewski Leon I (*)[b]
- dowódca 3 kompanii ON „Tłumacz” – kpt. Dunin-Bartodziejski Jerzy Tadeusz (*)[b]

Obsada personalna we wrześniu 1939 
- dowódca - mjr Władysław Romuald Welz (do 14 IX 1939), kpt. Leon Wilczewski
  - adiutant - ppor. Kaszyński
- dowódca 1 kompanii ON „Stanisławów” - kpt. Edward Grabałowski
- dowódca 2 kompanii ON „Tłumacz” – kpt. Niedzielski
  - dowódca I plutonu - ppor. Sokolnik
- dowódca 3 kompanii ON „Kałusz” –  kpt. Leon Wilczewski
- dowódca kompanii ckm - kpt. Jerzy Tadeusz Dunin-Bartodziejski
  - dowódca I plutonu - por. rez. Józef Jan Roman Staszyszyn
  - dowódca II plutonu - ppor. rez. Czesław Adam Bajorek